# Nemesia didieri
Espèce
Nemesia didieri est une espèce d'araignées mygalomorphes de la famille des Nemesiidae.

## Distribution
Cette espèce est endémique d'Algérie. Elle se rencontre vers Bou Saâda.

## Description
La femelle holotype mesure 17 mm.
Le mâle décrit par Zonstein en 2019 mesure 9,10 mm et la femelle 13,05 mm.

## Publication originale
- Simon, 1892 : Histoire naturelle des araignées. Paris, vol. 1, p. 1-256 (texte intégral).